# (73898) 1997 ES42
(73898) 1997 ES42 – planetoida z pasa głównego asteroid okrążająca Słońce w ciągu 4,03 lat w średniej odległości 2,53 j.a. Odkryta 10 marca 1997 roku.